# 100 mètres masculin aux championnats du monde d'athlétisme 2015
Pour un article plus général, voir Championnats du monde d'athlétisme 2015.
Navigation
Moscou 2013 Londres 2017
L'épreuve du 100 mètres masculin des championnats du monde de 2015 s'est déroulée les 22 et 23 août 2015 dans le Stade national de Pékin, le stade olympique de Pékin, en Chine. Elle est remportée par le Jamaïcain Usain Bolt en 9 s 79, son troisième titre mondial sur la distance.

## Records et performances

### Records
Les records du 100 m hommes (mondial, des championnats et par continent) étaient avant les championnats 2015 les suivants.
| Record du monde           | Usain Bolt                    | Jamaïque        | 9 s 58  | Berlin              | 16 août 2009                |
| Record des championnats   | Usain Bolt                    | Jamaïque        | 9 s 58  | Berlin              | 16 août 2009                |
| Record d'Afrique          | Olusoji Fasuba                | Nigeria         | 9 s 85  | Doha                | 12 mai 2006                 |
| Record d'Asie             | Femi Ogunode                  | Qatar           | 9 s 91  | Wuhan               | 4 juin 2015                 |
| Record d'Amérique du Nord | Usain Bolt                    | Jamaïque        | 9 s 58  | Berlin              | 16 août 2009                |
| Record d'Amérique du Sud  | Robson da Silva               | Brésil          | 10 s 00 | Mexico              | 22 juillet 1988             |
| Record d'Europe           | Francis Obikwelu Jimmy Vicaut | Portugal France | 9 s 86  | Athènes Saint-Denis | 22 août 2004 4 juillet 2015 |
| Record d'Océanie          | Patrick Johnson               | Australie       | 9 s 93  | Mito                | 5 mai 2003                  |

### Meilleures performances de l'année 2015
Les dix coureurs les plus rapides de l'année sont, avant les championnats, les suivants. Parmi ces 10 figurent quatre Américains, trois Jamaïcains, un Trinidadien, un français et un Qatari.
| 1 | Justin Gatlin   | États-Unis        | 9 s 74 | Doha          | 15 mai 2015     |
| 2 | Asafa Powell    | Jamaïque          | 9 s 81 | Saint-Denis   | 4 juillet 2015  |
| 3 | Trayvon Bromell | États-Unis        | 9 s 84 | Eugene        | 25 juin 2015    |
| 4 | Keston Bledman  | Trinité-et-Tobago | 9 s 86 | Port of Spain | 27 juin 2015    |
| 4 | Jimmy Vicaut    | France            | 9 s 86 | Saint-Denis   | 4 juillet 2015  |
| 6 | Tyson Gay       | États-Unis        | 9 s 87 | Eugene        | 26 juin 2015    |
| 6 | Usain Bolt      | Jamaïque          | 9 s 87 | Londres       | 24 juillet 2015 |
| 8 | Mike Rodgers    | États-Unis        | 9 s 88 | Madrid        | 11 juillet 2015 |
| 9 | Femi Ogunode    | Qatar             | 9 s 91 | Wuhan         | 4 juin 2015     |
| 9 | Nickel Ashmeade | Jamaïque          | 9 s 91 | Kingston      | 26 juin 2015    |

## Critères de qualification
Pour se qualifier pour les championnats, il fallait avoir réalisé 10 s 16 ou moins entre le 1er octobre 2014 et le 10 août 2015.
42 athlètes inscrits ont réalisé ces minimas. Banuve Tabakaucoro  (FIJ), champion d'Océanie, détient un record de 10 s 22, tandis que 22 athlètes sont les seuls représentants de leur fédération, le meilleur de ces derniers étant Jeffrey Vanan (SUR), 10 s 28.

## Faits marquants
Pour la première fois dans l'histoire des championnats du monde, 9 athlètes sont qualifiés pour la finale.

## Médaillés
| Or         | Argent        | Bronze                          |
| Usain Bolt | Justin Gatlin | Trayvon Bromell Andre De Grasse |

## Résultats

### Finale
| Rang               | Athlète         | Temps   | Réaction | Note |
| ------------------ | --------------- | ------- | -------- | ---- |
| Médaille d'or      | Usain Bolt      | 9 s 79  | 0 s 159  | SB   |
| Médaille d'argent  | Justin Gatlin   | 9 s 80  | 0 s 165  |      |
| Médaille de bronze | Trayvon Bromell | 9 s 92  | 0 s 135  |      |
| Médaille de bronze | Andre De Grasse | 9 s 92  | 0 s 136  | PB   |
| 5                  | Mike Rodgers    | 9 s 94  | 0 s 139  |      |
| 6                  | Tyson Gay       | 10 s 00 | 0 s 128  |      |
| 7                  | Asafa Powell    | 10 s 00 | 0 s 144  |      |
| 8                  | Jimmy Vicaut    | 10 s 00 | 0 s 170  |      |
| 9                  | Su Bingtian     | 10 s 06 | 0 s 175  |      |

### Demi-finales
Les deux premiers athlètes de chaque course (Q) se qualifient pour la finale ainsi que les deux meilleurs temps suivants (q).
| Rang | Athlète             | Temps   | Notes    |
| ---- | ------------------- | ------- | -------- |
| 1    | Usain Bolt          | 9 s 96  | (Q)      |
| 2    | Andre De Grasse     | 9 s 96  | (Q)      |
| 3    | Trayvon Bromell     | 9 s 99  | (q)      |
| 4    | Su Bingtian         | 9 s 99  | (q), =NR |
| 5    | Jak Ali Harvey      | 10 s 08 |          |
| 6    | Christophe Lemaitre | 10 s 20 |          |
| 7    | Henricho Bruintjies | 10 s 21 |          |
| 8    | Julian Reus         | 10 s 28 |          |

| Rang | Athlète         | Temps   | Notes   |
| ---- | --------------- | ------- | ------- |
| 1    | Justin Gatlin   | 9 s 77  | (Q)     |
| 2    | Mike Rodgers    | 9 s 86  | (Q), SB |
| 3    | Femi Ogunode    | 10 s 00 |         |
| 4    | Akani Simbine   | 10 s 02 |         |
| 5    | Chijindu Ujah   | 10 s 05 |         |
| 6    | Nickel Ashmeade | 10 s 06 |         |
| 7    | Aaron Brown     | 10 s 15 |         |
| 8    | Levi Cadogan    | 10 s 19 |         |

| \| Rang \| Athlète \| Temps \| Notes \| \| ---- \| ----------------- \| ------- \| ----- \| \| 1 \| Tyson Gay \| 9 s 96 \| (Q) \| \| 2 \| Asafa Powell \| 9 s 97 \| (Q) \| \| 3 \| Jimmy Vicaut \| 9 s 99 \| (q) \| \| 4 \| Ramon Gittens \| 10 s 04 \| \| \| 5 \| Churandy Martina \| 10 s 09 \| \| \| 6 \| Ben Youssef Meité \| 10 s 17 \| \| \| 7 \| Hassan Taftian \| 10 s 20 \| \| \| 8 \| Richard Kilty \| 10 s 20 \| \| |                   |         |       |
| Rang | Athlète           | Temps   | Notes |
| 1 | Tyson Gay         | 9 s 96  | (Q)   |
| 2 | Asafa Powell      | 9 s 97  | (Q)   |
| 3 | Jimmy Vicaut      | 9 s 99  | (q)   |
| 4 | Ramon Gittens     | 10 s 04 |       |
| 5 | Churandy Martina  | 10 s 09 |       |
| 6 | Ben Youssef Meité | 10 s 17 |       |
| 7 | Hassan Taftian    | 10 s 20 |       |
| 8 | Richard Kilty     | 10 s 20 |       |

### Séries
Les trois premiers de chaque séries (Q) plus les 3 meilleurs temps (q) se qualifient pour les demi-finales.
| Rang | Athlète           | Temps       | Notes |
| ---- | ----------------- | ----------- | ----- |
| 1    | Asafa Powell      | 9 s 95 (Q)  |       |
| 2    | Su Bingtian       | 10 s 03 (Q) |       |
| 3    | Akani Simbine     | 10 s 09 (Q) |       |
| 4    | Kei Takase        | 10 s 15     |       |
| 5    | Justyn Warner     | 10 s 20     |       |
| 6    | Jacques Riparelli | 10 s 41     |       |
| 7    | Kim Kuk-young     | 10 s 48     |       |
| 8    | Yaspi Boby        | 10 s 65     |       |

| Rang | Athlète             | Temps       | Notes |
| ---- | ------------------- | ----------- | ----- |
| 1    | Tyson Gay           | 10 s 11 (Q) |       |
| 2    | Nickel Ashmeade     | 10 s 19 (Q) |       |
| 3    | Christophe Lemaitre | 10 s 24 (Q) |       |
| 4    | Sven Knipphals      | 10 s 31     |       |
| 5    | Kemar Hyman         | 10 s 32     |       |
| 6    | Holder da Silva     | 10 s 68     |       |
| 7    | Rodman Teltull      | 10 s 72     |       |
|      | Anaso Jobodwana     | -           | DSQ   |

| Rang | Athlète               | Temps       | Notes |
| ---- | --------------------- | ----------- | ----- |
| 1    | Femi Ogunode          | 9 s 99 (Q)  |       |
| 2    | Ramon Gittens         | 10 s 02 (Q) | PB    |
| 3    | Ben Youssef Meité     | 10 s 05 (Q) | NR    |
| 4    | Richard Kilty         | 10 s 12 (q) |       |
| 5    | Zhang Peimeng         | 10 s 13     | SB    |
| 6    | Jeffrey Vanan         | 10 s 57     |       |
| 7    | Yendountien Tiebekabe | 10 s 74     |       |
| 8    | Keston Bledman        | 10 s 75     |       |

| Rang | Athlète           | Temps       | Notes |
| ---- | ----------------- | ----------- | ----- |
| 1    | Trayvon Bromell   | 9 s 91 (Q)  |       |
| 2    | Chijindu Ujah     | 10 s 05 (Q) |       |
| 3    | Julian Reus       | 10 s 14 (Q) |       |
| 4    | Antoine Adams     | 10 s 23     |       |
| 5    | Barakat al-Harthi | 10 s 24     | SB    |
| 6    | Mark Anderson     | 10 s 87     |       |
|      | Rondel Sorrillo   | DNS         |       |
|      | Mosito Lehata     | DNS         |       |

| Rang | Athlète            | Temps       | Notes |
| ---- | ------------------ | ----------- | ----- |
| 1    | Jimmy Vicaut       | 9 s 92 (Q)  |       |
| 2    | Andre De Grasse    | 9 s 99 (Q)  |       |
| 3    | Jak Ali Harvey     | 10 s 04 (Q) |       |
| 4    | James Dasaolu      | 10 s 13     |       |
| 5    | Hua Wilfried Koffi | 10 s 29     |       |
| 6    | Brijesh Lawrence   | 10 s 40     |       |
| 7    | Banuve Tabakaucoro | 10 s 41     |       |
| 8    | Riste Pandev       | 11 s 31     |       |

| Rang | Athlète             | Temps       | Notes |
| ---- | ------------------- | ----------- | ----- |
| 1    | Justin Gatlin       | 9 s 83 (Q)  |       |
| 2    | Aaron Brown         | 10 s 03 (Q) |       |
| 3    | Henricho Bruintjies | 10 s 07 (Q) |       |
| 4    | Hassan Taftian      | 10 s 10 (q) |       |
| 5    | Kim Collins         | 10 s 16     |       |
| 6    | Aziz Ouhadi         | 10 s 22     |       |
| 7    | Yazaldes Nascimento | 10 s 29     |       |
| 8    | Mahamat Youssouf    | 10 s 92     |       |

| \| Rang \| Athlète \| Temps \| Notes \| \| ---- \| ------------------ \| ----------- \| ----- \| \| 1 \| Usain Bolt \| 9 s 96 (Q) \| \| \| 2 \| Mike Rodgers \| 9 s 97 (Q) \| \| \| 3 \| Churandy Martina \| 10 s 06 (Q) \| SB \| \| 4 \| Levi Cadogan \| 10 s 12 (q) \| \| \| 5 \| Yancarlos Martínez \| 10 s 19 \| \| \| 6 \| Reza Ghasemi \| 10 s 25 \| \| \| 7 \| Hassan Saaid \| 10 s 42 \| NR \| \| 8 \| Md Fakhri Ismail \| 10 s 72 \| \| |                    |             |       |
| Rang | Athlète            | Temps       | Notes |
| 1 | Usain Bolt         | 9 s 96 (Q)  |       |
| 2 | Mike Rodgers       | 9 s 97 (Q)  |       |
| 3 | Churandy Martina   | 10 s 06 (Q) | SB    |
| 4 | Levi Cadogan       | 10 s 12 (q) |       |
| 5 | Yancarlos Martínez | 10 s 19     |       |
| 6 | Reza Ghasemi       | 10 s 25     |       |
| 7 | Hassan Saaid       | 10 s 42     | NR    |
| 8 | Md Fakhri Ismail   | 10 s 72     |       |

### Tour préliminaire
Les 3 premiers de chaque course (Q) plus les 3 meilleurs temps (q) se qualifient pour les séries du tour final.
| Rang | Athlète                   | Temps       | Notes |
| ---- | ------------------------- | ----------- | ----- |
| 1    | Banuve Tabakaucoro        | 10 s 50 (Q) |       |
| 2    | Hassan Saaid              | 10 s 56 (Q) |       |
| 3    | Md Fkhri Ismail           | 10 s 73 (Q) |       |
| 4    | Mark Anderson             | 10 s 84 (q) |       |
| 5    | João de Barros            | 11 s 07     |       |
| 6    | La Shondra David Mosa'ati | 11 s 08     | PB    |
| 7    | Mohamed Lamine Dansoko    | 11 s 31     | PB    |
| 8    | Wang Kuong Leong          | 11 s 31     | SB    |
| 9    | M. Dagiero Dagiero        | 11 s 81     | PB    |

| Rang | Athlète               | Temps       | Notes |
| ---- | --------------------- | ----------- | ----- |
| 1    | Barakat al-Harthi     | 10 s 31 (Q) |       |
| 2    | Rodman Teltull        | 10 s 71 (Q) | NR    |
| 3    | Riste Pandev          | 11 s 94 (Q) |       |
| 4    | Womel Brandy Mento    | 11 s 17     | PB    |
| 5    | Gregory Bradai        | 11 s 29     | PB    |
| 6    | Etimoni Timuani       | 11 s 72     | PB    |
| 7    | Kimwaua Makin         | 11 s 98     | SB    |
| 8    | Tashi Dendup          | 12 s 15     | NR    |
| 9    | Bérenger-Aymard Bossé | DQ          |       |

| Rang | Athlète                  | Temps       | Notes |
| ---- | ------------------------ | ----------- | ----- |
| 1    | Jeffrey Vanan            | 10 s 55 (Q) |       |
| 2    | Holder da Silva          | 10 s 58 (Q) | SB    |
| 3    | Yendountien Tiebekabe    | 10 s 76 (Q) |       |
| 4    | Yaspi Boby               | 10 s 85 (q) |       |
| 5    | Mahamat Goubaye Youssouf | 10 s 92 (q) | PB    |
| 6    | Rossene Mpingo           | 11 s 10     | PB    |
| 7    | Masbah Ahmmed            | 11 s 13     | SB    |
| 8    | Jidou El Moctar          | 11 s 30     | PB    |
| 9    | Claytus Taqimana         | 11 s 58     | PB    |

## Légende
Records et Performances
- AR : Record continental (area record)
- CR : Record des championnats (championship record)
- MR : Record du meeting (meet record)
- NR : Record national (national record)
- OR : Record olympique (olympic record)
- PR : Record paralympique (paralympic record)
- PB : Record personnel (personal best)
- SB : Meilleure performance personnelle de la saison (season's best)
- WL : Meilleure performance mondiale de l'année (world leader)
- WJR : Record du monde junior (world junior record)
- WR : Record du monde (world record)

Circonstances et Conditions
- DNF : N'a pas terminé (did not finish)
- DNS : N'a pas pris le départ (did not start)
- DQ : Disqualification (disqualification)
- NM : Aucun essai valable enregistré (No Mark)
- Q : Qualifié « directement » au prochain tour (ou à la prochaine compétition), lors d'une compétition majeure, grâce au classement ou à la réalisation des minima (automatic qualifier)
- q : Qualifié au prochain tour (ou à la prochaine compétition), lors d'une compétition majeure, grâce au repêchage ou à la réalisation de l'une des meilleures performances parmi celles des « non qualifiés directement » (grâce au meilleur temps ou à la meilleure distance par exemple) (secondary qualifier)